# پاملا کانتی
پاملا کانتی (انگلیسی: Pamela Conti؛ زادهٔ ۴ آوریل ۱۹۸۲) بازیکن فوتبال اهل ایتالیا است.
از باشگاه‌هایی که در آن بازی کرده‌است می‌توان به وسترن نیویورک فلش اشاره کرد.
وی همچنین در تیم ملی فوتبال زنان ایتالیا بازی کرده‌است.